# Hyundai Seven Concept
Le Hyundai Seven Concept est un concept car de SUV électrique du constructeur automobile coréen Hyundai présenté en novembre 2021.

## Présentation
Le Hyundai Seven Concept est présenté le 17 novembre 2021 au salon de Los Angeles.

## Caractéristiques techniques
Le Seven Concept repose sur la nouvelle plateforme technique modulaire nommée « e-GMP » dédiée aux futurs véhicules électriques de la marque.